# ヴワディスワフ・ヒェロニム・サングシュコ
ヴワディスワフ・ヒェロニム・アダム・サングシュコ（Władysław Hieronim Adam Sanguszko, 1803年9月29日 - 1870年4月15日）は、オーストリア領ガリツィアのポーランド人貴族、軍人、実業家。サングシュコ家の公（侯爵（Fürst）/公爵（książę））。

## 生涯
エウスタヒ・エラズム・サングシュコ公とその妻のクレメンティーナ・チャルトリスカ公女（1780年 - 1852年）の間の次男として生まれた。1830年末に始まった11月蜂起には兄のロマンと共に参加し、ポーランド側の軍最高司令官ユゼフ・フウォピツキの副官を務めた。1844年に父が死ぬと、シベリアに流刑になっていた兄に代わってサングシュコ公爵家の家督と所領を相続し、模範的な所領経営とアラブ種の養馬場経営で有名になった。翌1845年にタルヌフ市における火酒、麦酒、蜜酒の世襲醸造権を買い取り、その後も西ガリツィアで酒類の販売事業を拡大することに熱心だった。
1848年革命ではタルヌフ市の民族革命派評議会のメンバーとなり、ガリツィアへの自治権付与をオーストリア皇帝に陳情する代表団に選ばれた。1861年にガリツィア王国議会議員に選出され、議会では農民を封建的な隷属から解放するよう主張したが、1863年の民族蜂起（1月蜂起）に際しては、オーストリア帝国政府の一員として反乱に参加しない立場を明確にした。1861年よりオーストリア貴族院の世襲議員席を与えられた。また芸術家の後援者としても知られ、1851年よりクラクフの芸術振興協会の会長を務めていた。
1829年にヘンリク・ルボミルスキ公の娘イザベラ・マリア・ルボミルスカ（1808年 - 1880年）と結婚し、間に3男2女の5人の子女をもうけた。長男のロマン・ダミアン・サングシュコ（Roman Damian Sanguszko、1832年 - 1917年）と次男のパヴェウ・ロマン・サングシュコ（Paweł Roman Sanguszko、1834年 - 1873年）が事業の経営を引き継ぎ、末息子のエウスタヒ・スタニスワフ・サングシュコ（1842年 - 1903年）は政治家として活躍した。長女ヤドヴィガはアダム・スタニスワフ・サピェハと結婚した。